# La bomba (canción de Azul Azul)
«La bomba» es un sencillo de 1998 del grupo musical boliviano Azul Azul. La canción formó parte del álbum El sapo, segundo de Azul Azul, bajo el sello discográfico de Musicanga.

## Historia
Fue compuesta por Fabio Zambrana Marchetti y fue publicada por primera vez el 6 de agosto de 1998. El 6 de junio de 2000 fue lanzado en EE. UU. y América Latina por Sony Music.
«La bomba» alcanzó el número 1 en la lista  Hot Latin Songs de Billboard el 9 de junio de 2001 y se mantuvo en ese lugar por tres semanas. El 30 de junio de 2001 tuvo su primer puesto en Tropical Airplay de Billboard. Está certificada como platino por la RIAA. El 30 de junio de 2001 llegó al puesto 70 de la lista Hot 100 de Billboard.
Por su parte, el álbum fue nominado el 17 de febrero de 2001 a al premio Pop Album Of The Year, New Artist por Billboard. El 26 de mayo de 2001 llegó al puesto 3 de la lista Latin Pop Albums. Azul Azul recibió un disco de platino por las ventas de El sapo en Bolivia. El 24 de julio de 2001 recibió el certificado 4x Multi-Platino otorgado por la RIAA a los álbumes con ventas que superan 240 mil unidades.
Otro sencillo destacado del álbum es «Mentirosa», que llegó a ocupar el número 29 de la lista Latin Pop Airplay el 8 de septiembre de 2001.
En 2017, su autor vuelve a grabar "La Bomba" como solista, además de otras canciones hechas con Azul Azul en las décadas del '90 y del 2000.

### Versión de King África
En el año 2000 el cantante argentino King África realizó una versión de «La bomba», que lanzó como sencillo del disco homónimo en América Latina, luego reeditado en 2001 (incluyendo Suiza) y en 2003 reeditada en Francia. Tuvo un gran éxito en diversos lugares de Europa, llegando a figurar en el Top 10 en Francia, Suiza, Bélgica (región de Flandes) e Italia. En Francia «La bomba» de King África es el 807º sencillo de todos los tiempos.

## Posición en las listas
| Listas                                          | Posición                    |
| 1999 (versión de Azul Azul)                     | 1999 (versión de Azul Azul) |
| ----------------------------------------------- | --------------------------- |
| Alemania (Offizielle Top 100 Charts)            | 98                          |
| Estados Unidos (Billboard Hot 100)              | 70                          |
| Estados Unidos (Dance Music/Club Play Singles)  | 26                          |
| Estados Unidos (Hot Latin Tracks)               | 1                           |
| Estados Unidos (Latin Regional Mexican Airplay) | 5                           |
| Estados Unidos (Billboard Tropical Songs)       | 1                           |
| 2000 (versión de King África)                   |                             |
| Alemania (Offizielle Top 100 Charts)            | 27                          |
| Austria (Ö3 Austria Top 40)                     | 21                          |
| Bélgica (Flandes) (Ultratop 50)                 | 2                           |
| Bélgica (Valonia) (Ultratop 50)                 | 14                          |
| España (Top 100 Canciones)                      | 4                           |
| Francia (SNEP)                                  | 31                          |
| Italia (FIMI)                                   | 10                          |
| Países Bajos (Dutch Top 40)                     | 5                           |
| Suiza (Schweizer Hitparade)                     | 8                           |
| 2001/2002 (versión de King África)              |                             |
| Francia (SNEP)                                  | 4                           |

#### Listas de final de año
| Listas                         | Posición                    |
| 1999 (versión de Azul Azul)    | 1999 (versión de Azul Azul) |
| ------------------------------ | --------------------------- |
| Bélgica (Ultratop Flamenca)    | 17                          |
| Bélgica (Ultratop Valona)      | 78                          |
| Países Bajos (Dutch Top 40)    | 33                          |
| 2001 (versión de King África)  |                             |
| Suiza (Swiss Singles Chart)    | 61                          |
| 2002 (versión de King África)  |                             |
| Francia (French Singles Chart) | 21                          |

### Certificaciones
| País           | Artista     | Certificación    | Fecha | Ventas certificadas | Ventas físicas | Ref.   |
| -------------- | ----------- | ---------------- | ----- | ------------------- | -------------- | ------ |
| Estados Unidos | Azul Azul   | Platino (Latino) | 2001  | 100 000             |                | [ 8 ]  |
| Francia        | King África | Oro              | 2002  | 250 000             | 406 000        | [ 34 ] |